# Отилия фон Липе-Браке
Отилия фон Липе-Браке (на немски: Ottilie zur Lippe-Brake; * 7 ноември 1639, дворец Браке, Лемго; † 5 октомври 1680, Льовенщайн) е графиня от Липе-Браке и чрез женитба графиня на Льовенщайн-Вертхайм-Вирнебург.

## Живот
Дъщеря е на граф Ото фон Липе-Браке (1589 – 1657) и съпругата му графиня Маргарета фон Насау-Диленбург (1606 – 1661), дъщеря на граф Георг фон Насау-Диленбург (1562 – 1623) и втората му съпруга графиня Амалия фон Сайн-Витгенщайн (1585 – 1633).
Отилия се омъжва на 26 август 1667 г. в дворец Браке в Лемго за граф Фридрих Еберхард фон Льовенщайн-Вертхайм-Вирнебург (* 14 август 1629; † 23 март 1683) от фамилията Вителсбахи, вторият син на граф Фридрих Лудвиг фон Льовенщайн-Вертхайм-Вирнебург (1598 – 1657) и първата му съпруга графиня Анна Хедвиг цу Щолберг-Ортенберг (1599 – 1634).
Отилия умира на 5 октомври 1680 г. на 40 години в Льовенщайн. Фридрих Еберхард се жени втори път на 25 май 1681 г. във Валденбург за графиня Сузана София Луиза фон Хоенлое-Валденбург (1648 – 1691).

## Деца
Отилия и Фридрих Еберхард имат четири деца, които умират малки:
- Йохана Фридерика (* 23 юни 1668, Льовенщайн; † 14 март 1669, Льовенщайн)
- Хенриета (* 10 юли 1671, Льовенщайн; † 2 август 1671, Льовенщайн)
- Ото Лудвиг (*/† 16 октомври 1672, Льовенщайн)
- Августа София (* 2 април 1676, Льовенщайн; † 4 юни 1719, Офенбах)